# Team Wiesenhof-Felt

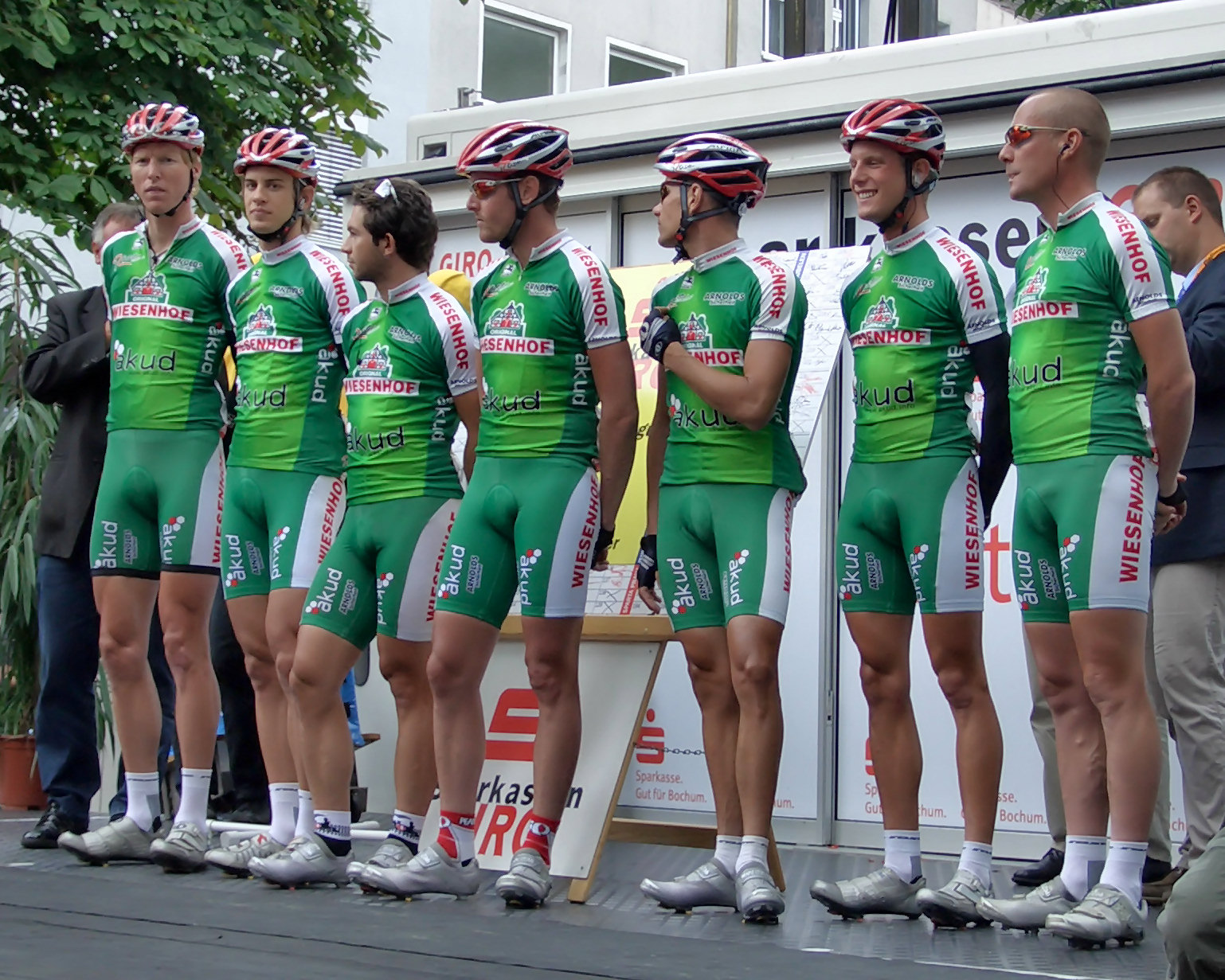
Das Team Wiesenhof-Akud beim Sparkassen Giro in Bochum 2006

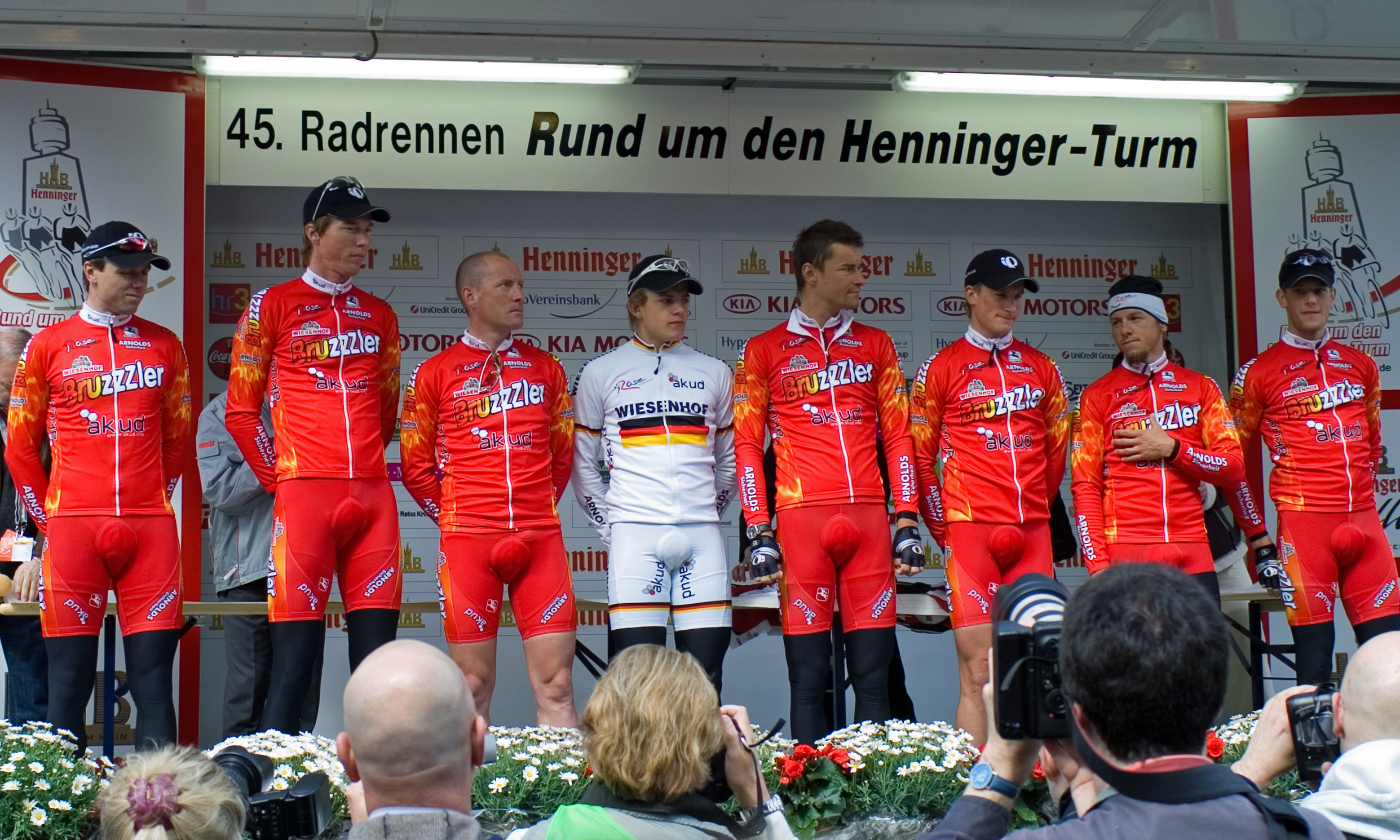
Das Team Wiesenhof-Akud bei Rund um den Henninger-Turm 2006 in den Trikots der Nachwuchs-Mannschaft

Das Team Wiesenhof-Felt war ein deutsches Radsportteam, das von den ehemaligen Radprofis Raphael Schweda und Jens Heppner geleitet wurde.

## Geschichte
Das Team wurde 2006 gegründet und entstand aus dem Zusammenschluss der Mannschaft Team Akud Arnolds Sicherheit mit dem Team Wiesenhof. Teambetreiber war die Cycling Sport GmbH, die zuvor das Team Wiesenhof betrieb, Schweda und die Sportliche Leitung kam mehrheitlich vom Team Akud Arnolds Sicherheit. Ende 2006 stieg Akud als Sponsor aus. Als neuer Co- und Namenssponsor folgte der Radhersteller Felt.
Das Team Wiesenhof-Felt war das einzige deutsche Professional Continental Team und konnte 2006 auch an den zur UCI ProTour gehörenden deutschen Rennen Vattenfall-Cyclassics und Deutschland Tour teilnehmen. Auch 2007 wurde die Mannschaft zu den beiden deutschen ProTour-Rennen eingeladen. Zudem erhielt sie für die Saison 2007 Wildcards für Gent–Wevelgem, Amstel Gold Race, die Flandern-Rundfahrt und Paris–Roubaix.
Das Unternehmen Wiesenhof stellte zum Jahresende 2007 sein Engagement im Profi-Radsport ein. Als Grund wurden „die gegenwärtigen Rahmenbedingungen und Entwicklungen im Profi-Radsport“ – die damaligen Dopingskandale Fuentes und Telekom – genannt. Da kein neuer Sponsor gefunden wurde, wurde das Team Ende 2007 aufgelöst.

## Saison 2007

### Erfolge
Olaf Pollack sorgte für den ersten Sieg der Saison beim Critérium International, als er die erste Etappe gewann. Steffen Wesemann konnte kurz darauf mit einem 16. Platz bei der zur UCI ProTour gehörenden Flandern-Rundfahrt ein kleines Ausrufezeichen setzen. Bei Paris–Roubaix, der „Königin der Eintagesklassiker“, konnte er sich dann noch steigern. Beim härtesten Eintagesrennen der Welt gehörte er zu den Aktivposten und schaffte es mit seinem dritten Platz auf das Podium.
| Datum         | Rennen                              | Fahrer           |
| ------------- | ----------------------------------- | ---------------- |
| 31. März      | 1. Etappe Critérium International   | Olaf Pollack     |
| 17. Mai       | 2. Etappe Rheinland-Pfalz-Rundfahrt | Steffen Radochla |
| 30. Mai       | 1. Etappe Bayern-Rundfahrt          | André Schulze    |
| 13. Juni      | Veenendaal-Veenendaal               | Steffen Radochla |
| 15. Juli      | 2. Etappe Tour of Qinghai Lake      | André Schulze    |
| 17. Juli      | 4. Etappe Tour of Qinghai Lake      | Jörg Ludewig     |
| 16. September | Grand Prix de Fourmies              | Peter Velits     |

### Mannschaft

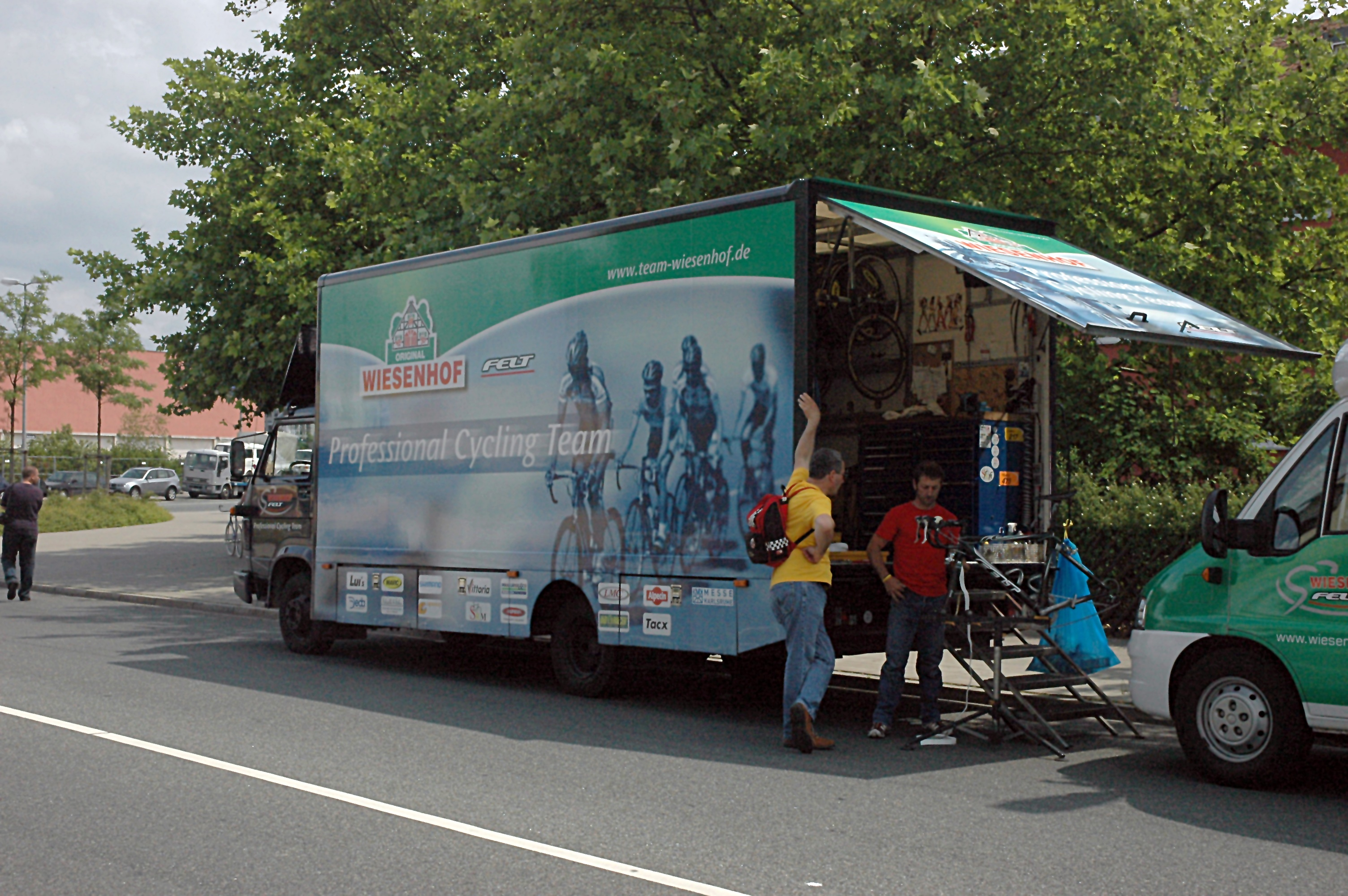
Servicewagen von Wiesenhof-Felt bei der Bayern-Rundfahrt 2007

| Fahrer           | Geburtsdatum       | Land        | Team 2008                  |
| ---------------- | ------------------ | ----------- | -------------------------- |
| Artur Gajek      | 18. April 1985     | Deutschland | Team Milram                |
| Bas Giling       | 04. November 1982  | Niederlande | Cycle Collstrop            |
| Christian Leben  | 06. April 1985     | Deutschland | Team 3C-Gruppe Lamonta     |
| Jörg Ludewig     | 09. September 1975 | Deutschland | Karriereende               |
| Daniel Musiol    | 27. März 1983      | Deutschland | Team Volksbank             |
| Felix Odebrecht  | 15. September 1984 | Deutschland | Atlas Romer’s Hausbäckerei |
| Olaf Pollack     | 20. September 1973 | Deutschland | Team Volksbank             |
| Steffen Radochla | 19. Oktober 1978   | Deutschland | Elk Haus-Simplon           |
| Robert Retschke  | 17. Dezember 1980  | Deutschland | Team Mapei Heizomath       |
| Torsten Schmidt  | 18. Februar 1972   | Deutschland | Karriereende               |
| André Schulze    | 21. November 1974  | Deutschland | PSK Whirlpool              |
| Stefan van Dijk  | 22. Januar 1976    | Niederlande | Mitsubishi-Jartazi         |
| Martin Velits    | 21. Februar 1985   | Slowakei    | Team Milram                |
| Peter Velits     | 21. Februar 1985   | Slowakei    | Team Milram                |
| Robert Wagner    | 17. April 1983     | Deutschland | Skil-Shimano               |
| Steffen Wesemann | 11. März 1971      | Schweiz     | Cycle Collstrop            |

## Platzierungen in UCI-Ranglisten
UCI Africa Tour
| Saison | Mannschaftswertung | Fahrerwertung |
| ------ | ------------------ | ------------- |
| 2006   | 6.                 |               |
| 2007   | 18.                |               |

UCI Asia Tour
| Saison | Mannschaftswertung | Fahrerwertung |
| ------ | ------------------ | ------------- |
| 2007   | 14.                |               |

UCI Europe Tour
| Saison | Mannschaftswertung | Fahrerwertung        |
| ------ | ------------------ | -------------------- |
| 2006   | 9.                 |                      |
| 2007   | 4.                 | Stefan van Dijk (4.) |